# Padang Tambak (Pino)
Padang Tambak is een bestuurslaag in het regentschap Bengkulu Selatan van de provincie Bengkulu, Indonesië. Padang Tambak telt 491 inwoners (volkstelling 2010).